# Balhochordaes stygius
Balhochordaes stygius är en ryggsträngsdjursart som beskrevs av Walter Garstang 1937. Balhochordaes stygius ingår i släktet Balhochordaes och familjen lysgroddar. Inga underarter finns listade i Catalogue of Life.